# Соната для клавира № 15 (Моцарт)
Соната для клавира № 15 фа мажор, KV 533/494 ― сочинение Вольфганга Амадея Моцарта, законченное, как указано в составленном им каталоге, 3 января 1788 года. Композиция состоит из трёх частей:
1. Allegro
2. Andante ― в си-бемоль мажоре
3. Rondo: Allegretto

Средняя продолжительность произведения составляет 23-25 минут.
Изначально третья часть сонаты ― рондо ― была отдельным произведением, написанным Моцартом в 1786 году (в каталоге Кёхеля оно значится как Рондо № 2, КV 494). В 1788 году Вольфганг сочинил первые две части КV 533 и включил рондо в качестве финала, существенно удлинив его.
Норвежский композитор Эдвард Григ аранжировал сонату для двух фортепиано, добавив дополнительный аккомпанемент исполнителю нижней партии, в то время как исполнитель верхней партии играет оригинал сонаты. По мнению одного из рецензентов, переложение Грига является попыткой «придать нескольким сонатам Моцарта тональный эффект, привлекательный для современных ушей». Версия сонаты для двух фортепиано была записана Елизаветой Леонской (первая партия) и Святославом Рихтером (вторая партия).